# Wetterleuchten (1928)
Wetterleuchten (OT: Tempest) ist ein romantisches Filmdrama von Sam Taylor, Lewis Milestone und Viktor Tourjansky aus dem Jahr 1928 nach einer Geschichte von Wladimir Iwanowitsch Nemirowitsch-Dantschenko. John Barrymore, Camilla Horn und Louis Wolheim spielen die Hauptrollen. 

## Handlung
In den letzten Tagen des Russischen Zarenreiches steigt ein Kleinbauer zum Leutnant auf. Die anderen Offiziere, allesamt Aristokraten, missgönnen ihm dies und machen ihm daher das Leben schwer. Er verliebt sich in eine Prinzessin, die ihn jedoch verachtet. Als er in ihrem Zimmer erwischt wird, wird er degradiert und ins Gefängnis geworfen. Mit dem Beginn der anschließenden Oktoberrevolution wendet sich das Blatt zu seinen Gunsten.

## Auszeichnungen
Art Director William Cameron Menzies erhielt auf der ersten Oscarverleihung 1929 den Oscar für das „Beste Szenenbild“ in diesem Film und in The Dove.